# IC 4998
IC 4998 је спирална галаксија у сазвјежђу Стријелац која се налази на листи објеката дубоког неба у Индекс каталогу.
Деклинација објекта је - 38° 18' 31" а ректасцензија 20h 22m 10,6s. Привидна величина (магнитуда) објекта IC 4998 износи 13,3 а фотографска магнитуда 14,0. IC 4998 је још познат и под ознакама IC 5018, ESO 340-20, MCG -6-44-30, IRAS 20188-3828, PGC 64546.